# Chiesa di San Bartolomeo (Gromo)
La chiesa di San Bartolomeo è il luogo di culto cattolico della frazione Boario del comune di Gromo, in provincia di Bergamo, alta val Seriana, e si trova in via Dosso al numero 2 sulla antica mulattiera.

## Storia
La località di Boario è molto antica, indicata già in alcuni documenti del dodicesimo secolo, ma la presenza di una chiesa è indicata tra quelle citate in un legato testamentario solo nel 1401, documento conservato presso gli archivi di stato di Bergamo, dove vi è nominata una "chiesa di San Bartolomeo di Boario", questo è il primo documento che ne testimonia la presenza. Viene successivamente citata in un atto del notaio Stefano Robardi del 1429 mentre nella relazione della visita pastorale di san Carlo Borromeo del 1575 vengono ordinate le modifiche all'altare maggiore secondo le ordinative del Concilio di Trento, trasferendo sull'altare maggiore quello che era l'altare della Beata Vergine Maria. Un documento del 1529 indica presente sul territorio di Boario una chiesa intitolata dia san Bartolomeo e gli oratori di San Bernardino e San Rocco.
Il vescovo Daniele Giustiniani il 18 febbraio 1677 la divide dalla chiesa di Gromo nominandola parrocchiale.
Consacrata e dedicata a san Bartolomeo il 25 giugno 1777 da Antonio Maria de Ambiveri, vescovo titolare di Aureliopoli.

## Descrizione
La chiesa è posizionata nel centro della frazione di Boario, con la settecentesca facciata principale rivolta a ovest sull'antica mulattiera; preceduta da un portico ad archi che prosegue sulla parete di destra, un parapetto in muratura porta colonne che sorreggono gli archi di fattura irregolare.
Quattro lesene dividono la facciata in tre sezioni, arredate di capitelli corinzi che correggono un cornicione curvilineo.
L'interno è a una sola navata divisa in cinque campate da lesene finite a capitello.
Il presbiterio a pianta rettangolare, rialzato di tre gradini e ristretto rispetto alla navata.
Sull'altare vi è il polittico di San Bartolomeo dei Marinoni dipinto a più mani nel corso degli anni. Iniziato da Antonio, proseguito poi dal figlio Ambrogio, e consegnato nel 1551, quanto anche questo era morto nel frattempo. Ma il dipinto venne consegnato non ancora terminato, e neppure saldato. Nel 1563 dato il mancato pagamento del saldo dell'opera, la vedova di Ambrogio, Giulia Pedruzzi, incaricò due pittori per la sua ultimazione, Giovan Battista Moroni e Nicola Boneri, ma essendo anche questo dopo un mese deceduto, venne forse terminata da Lucano da Imola. Il polittico fece parte di una mostra nel 2005, in Bergamo, dove tra i 37 quadri del Giovan Battista Moroni era presente come unico lavoro non dell'artista albinese, forse proprio per la sua partecipazione anche se non attiva per alla sua realizzazione, sicuramente ne fece un giudizio.
Sull'altare di destra vi è la pala della “Natività e santi”, datata 1777, opera di Saverio Dalla Rosa.